# Blue Film Woman
Blue Film Woman (ブルーフィルムの女, Burū firumu no onna, „Die Frau des blauen Films“) ist ein im Jahre 1969 erschienener japanischer Film, der dem „Pinku eiga“-Genre zuzuordnen ist. Die Regie führte Kan Mukai.

## Handlung
Als seine Investitionen an der Börse scheitern, befindet sich ein Mann in ernsthafter Schuld gegenüber einem lüsternen Kredithai namens Uchiyama. Die Frau des Mannes mistet sich bei Uchiyama an, um dem Ehemann Zeit zu geben, die Schulden zu begleichen. Nachdem Uchiyama die Frau dazu benutzt hat, seinen geistig behinderten Sohn zu begleiten, wird sie von einem Auto angefahren. Daraufhin gerät ihr Mann in Verzweiflung und wird krank. Ihre Tochter arbeitet als Nachtklubtänzerin und beabsichtigt, das Geld für die Schulden zu sparen. Nach dem Selbstmord ihres Vaters beschließt das Mädchen, sich zu rächen.

## Besetzung
- Mitsugu Fujii
- Ichirō Furuoka
- Miki Hashimoto
- Keisuke Kawahigashi
- Rika Koyanagi
- Reo Mizumori
- Kumi Ōsugi
- Shūsuke Sone
- Takako Uchida

## Hintergründe
Da 3,5 Millionen Yen das übliche Budget für Werke im „Pinku eiga“ Genre darstellte, war eine durchgehende Farbproduktion in den 1960er Jahren außerhalb der Möglichkeiten von Regisseuren. Einige Filme wurden teilweise in Farbe gedreht, wobei nur für bestimmte Szenen Farbe verwendet wurde. Diese Praxis wurde weitergeführt, bis Nikkatsu mit seiner „Roman Porno“ (Abkürzung von „Romantic Pornography“) Serie 1971 das Genre übernahm. Blue Film Woman war einer der ersten „Pinku eiga“ Filme, die komplett in Farbe gedreht wurden.
Jasper Sharp schreibt, dass der Gebrauch von Farbe in diesem Film durch Regisseur Mukai „den Mangel an Geschwindigkeit wettmacht, indem er vom ersten Bild an in diese übersättigten Farben explodiert... geflutet von prismatischen Tupfern von hauptsächlich Rot und Blau und Silhouetten von nacken weiblichen Körpern – nicht unähnlich einer mehr lysergsäurig-inspirierten Version eines Bond-Vorspanns.“ Dieser Stil wird weitergeführt, und Sharp merkt an, dass der Film in Summe ein „höchst stilisiertes Werk“ sei.

## Verfügbarkeit und Kritiken
Blue Film Woman ist einer der wenigen „Pinku eiga“ Filme aus dieser Zeit, die im 35-mm-Format überlebt haben.
Im September 2008 fand seine Uraufführung im Rahmen des „Fantastic Fest“ in Austin (Texas) in den Vereinigten Staaten statt, in Form einer neu angefertigten Filmkopie.
Nach der Vorführung urteilte twitchfilm.net, dass es „ein hervorragendes Beispiel eines frühen pinku eiga [Films] sei, der es verdiene gesehen zu werden.“
Seine Uraufführung in Kanada war beim FanTasia International Film Festival.
Er wurde auch beim 15. International Thessaloniki Film Festival aufgeführt.